# Diporeia erythrophthalma
Diporeia erythrophthalma är en kräftdjursart som först beskrevs av Waldron 1953.  Diporeia erythrophthalma ingår i släktet Diporeia och familjen Pontoporeiidae. Inga underarter finns listade i Catalogue of Life.